# Corsa allo spazio asiatica
Molti paesi asiatici possiedono un programma spaziale e sono in competizione tra loro per ottenere avanzamenti tecnologici e scientifici nello spazio esterno; i media spesso si riferiscono a questa competizione chiamandola "corsa allo spazio asiatica", in riferimento alla corsa allo spazio avvenuta tra Stati Uniti d'America e Unione Sovietica. Come accadde tra queste due potenze, anche la corsa asiatica include tra gli obiettivi la sicurezza nazionale, che spinge molte nazioni ad inviare satelliti e astronauti nell'orbita terrestre e anche oltre. Diversi paesi asiatici si contendono il posto come potenza preminente nello spazio.

## Potenze spaziali asiatiche
Dei quattordici paesi che autonomamente sono riusciti a lanciare in orbita un satellite, sette sono asiatici: Giappone, Cina, India, Iran, Israele, Corea del Nord e Corea del Sud.
Il Giappone fu il primo paese asiatico ad inviare nello spazio un satellite con un proprio razzo, nel 1970. La Corea del Nord affermò di aver lanciato con successo un satellite per ben due volte, il 31 agosto 1998 e il 5 aprile 2009, ma secondo gli osservatori internazionali, i razzi caddero nel nord dell'oceano Pacifico senza entrare in orbita; solo nel 2012 il lancio ebbe finalmente successo. La Corea del Sud pianificò di cominciare i lanci nel 2009 e riuscì nell'intento nel 2013. Il Kazakistan non possiede una propria tecnologia missilistica; tuttavia possiede una base di lancio, il cosmodromo di Bajkonur, usato dai russi al costo di 150 milioni di dollari all'anno. L'Iraq sviluppò e testò il veicolo da lancio spaziale Tammouz, senza satellite, il 5 dicembre 1989. Secondo un comunicato stampa dell'Iraqi News Agency, il missile completò sei orbite ma ciò non venne confermato dagli osservatori internazionali. Anche Indonesia, Taiwan, Pakistan, Malaysia e Turchia affermano di avere dei programmi spaziali propri.
La Cina fu il primo paese asiatico a riuscire ad inviare nello spazio un proprio equipaggio umano, nell'ottobre 2003.
L'India aveva in programma di inviare degli esseri umani nello spazio entro il 2021, con un vettore denominato Gaganyaan, che doveva essere portato in orbita dal razzo indiano GSLV Mk III.; il lancio però è stato rinviato al 2025. Simili dichiarazioni da parte di Iran e Giappone non hanno avuto seguito.
Nonostante i traguardi raggiunti dai protagonisti asiatici (Cina, India e Giappone) siano poco in confronto alle pietre miliari raggiunte da Stati Uniti e dall'ex-Unione Sovietica, alcuni esperti credono che presto i paesi asiatici guideranno il mondo nell'esplorazione spaziale. La Cina è stata il leader della corsa sin dall'inizio del XXI secolo. Il primo volo cinese del 2003 marca l'inizio della nuova corsa spaziale. Nel contempo, l'esistenza stessa di una corsa è argomento di dibattito, infatti la Cina stessa nega l'esistenza di questa 'gara'.
Nel gennaio del 2007, la Cina divenne la prima potenza militare asiatica a inviare in orbita un missile Anti-satellite per distruggere un satellite meteorologico cinese in orbita polare. L'esplosione che ne conseguì sparse una ondata di detriti per lo spazio ad una velocità di più di 10 km/s. Un mese dopo, la JAXA, Agenzia Spaziale Giapponese, lanciò in orbita un satellite per le comunicazioni sperimentale, ideato per trasmettere dati a velocità molto elevate in aree remote. Dopo aver raggiunto con successo la tecnologia geostazionaria, l'India diede il via alla prima missione lunare, Chandrayaan-1, che scoprì acqua sul nostro satellite naturale. Il 21 febbraio 2008, la United States Navy distrusse un satellite spia americano in disuso, l'USA 193, negando che ciò fosse una risposta al test anti-satellite portato a termine dai cinesi un anno prima. Il primo astronauta coreano, Yi So-yeon, visse undici giorni nella Stazione spaziale internazionale nell'aprile del 2008.
Oltre all'orgoglio nazionale, le nazioni sono motivate a raggiungere lo spazio anche per motivi economici. Satelliti commerciali sono stati lanciati per le comunicazioni, per il meteo e per le ricerche atmosferiche. In base ad un rapporto della Space Frontier Foundation, pubblicato nel 2006, l'"economia spaziale" è stimata al peggio in 180 miliardi di dollari, con più del 60% delle attività economiche spaziali provenienti da beni e servizi commerciali. La Cina e l'India proposero un'iniziativa di lanci a fini commerciali.

### Cina
La Cina possiede un programma spaziale provvisto di moduli per equipaggi. A questo scopo venne sviluppata una famiglia di razzi di grosse dimensioni, come il gruppo dei missili Lunga Marcia. I cinesi inviarono due sonde in orbita lunare, Chang'e 1 e Chang'e 2 e hanno inoltre intenzione di far allunare un rover per prelevare dei campioni. Nel 2011, la Cina iniziò un programma per realizzare una stazione spaziale, iniziando con il lancio del Tiangong 1. Tentò inoltre di inviare una sonda verso Marte, la Yinghuo-1, in collaborazione con la Russia ma la missione fallì. I cinesi stanno collaborando con la Russia, l'Agenzia Spaziale Europea e il Brasile, lanciando inoltre satelliti commerciali per altri paesi. Alcuni esperti suggeriscono che il programma spaziale cinese è collegato con i tentativi nazionali di sviluppare tecnologie militari avanzate.
L'avanzamento tecnologico della Cina fu il risultato dell'integrazione di diverse esperienze. I primi satelliti cinesi, come per esempio i vari Fanhui Shi Weixing, avevano effettuato diversi test di rientro atmosferico. Negli anni novanta, la Cina portò a termine diversi lanci commerciali, acquistando esperienza e aumentando il numero di successi rispetto al totale dei tentativi. La Cina si prefigge di intraprendere sviluppi scientifici nei campi di studio come l'esplorazione del sistema solare. L'equipaggio del veicolo spaziale Shenzhou 7 portò a termine la prima attività extraveicolare cinese nel settembre 2008 mentre lo Shenzhou 9 portò a termine il primo loro aggancio spaziale. In più, la sonda Chang'e 2 fu il primo oggetto terrestre a raggiungere il punto di Lagrange tra il Sole e la Terra, nell'agosto 2011. Il 13 dicembre 2012, lo stesso raggiunse con successo l'asteroide 4179 Toutatis, divenendo la prima sonda terrestre ad orbitare attorno alla Luna, raggiungere il punto di Lagrange Sole-Terra e giungere infine ad una distanza di 3,2 km da un asteroide.

### Giappone

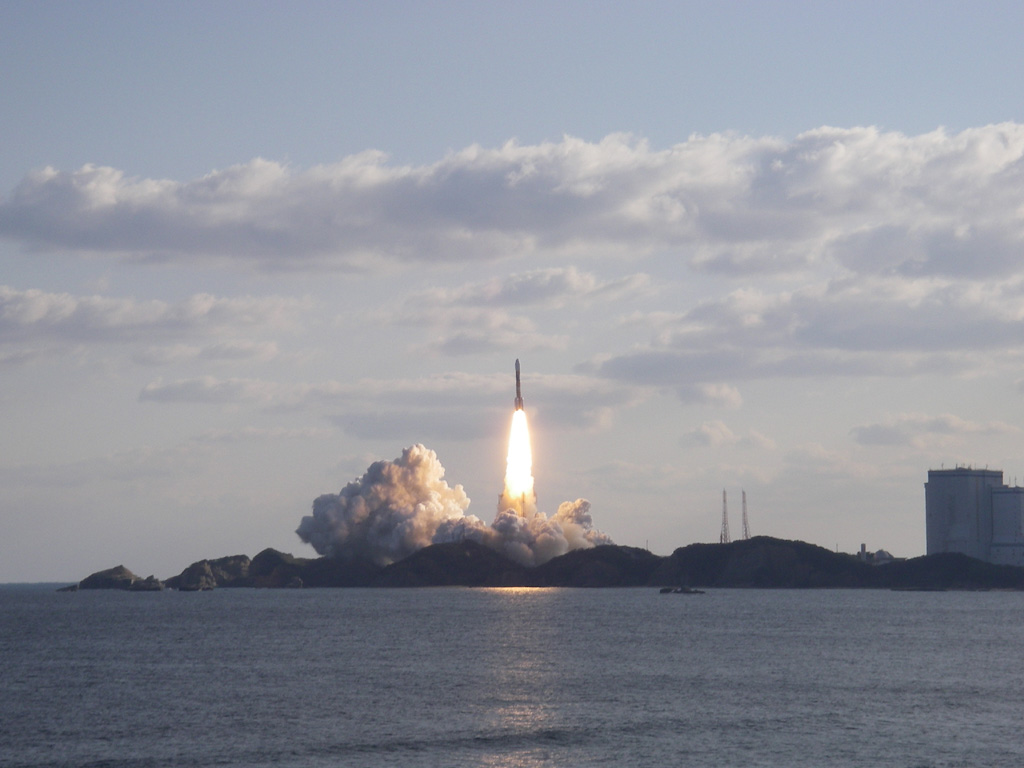
L'H-IIA F11 in fase di decollo dal Centro spaziale di Tanegashima, in Giappone

Il Giappone ha inviato il suo primo satellite nello spazio (Ōsumi) nel 1970 con un proprio razzo vettore. Nel 1990 ha inviato nello spazio il suo primo astronauta, Toyohiro Akiyama, a bordo di una Sojuz.
Fin dal 1999 il Giappone è stato impegnato con gli Stati Uniti nella difesa missilistica infatti i programmi militari cinese e nordcoreano sono un argomento molto discusso nelle relazioni estere nipponiche.
Il lavoro giapponese riguarda tecnologie spaziali militari e civili, sistemi di difesa missilistici, satelliti spia militari di nuova generazione e la realizzazione di una stazione con personale sulla Luna.
Il Giappone cominciò a costruire satelliti spia dopo il test nordcoreano con un missile Taepodong-1, nel 1998, che sorvolò il Giappone stesso. Il governo nordcoreano affermò che il missile semplicemente portava in orbita un satellite e accusò i giapponesi di aver causato una corsa alle armi. La Costituzione adottata dai giapponesi dopo la seconda guerra mondiale limitava l'attività militare alle sole operazioni difensive. Nel maggio 2007, il Primo Ministro Shinzō Abe richiese una revisione della Costituzione stessa per concedere al paese di avere un più ampio ruolo nella sicurezza globale e ravvivare così anche l'orgoglio nazionale. Fino ad allora, il Giappone non aveva ancora creato un veicolo spaziale provvisto d'equipaggio e non aveva nemmeno in programma di svilupparne uno. Venne così ideato lo Space Shuttle giapponese, l'HOPE-X, che sarebbe stato lanciato nello spazio con un razzo H-II, ma il progetto fu ritardato e infine cancellato. In seguito, la capsula mono-equipaggio Fuji venne proposta ma non venne infine approvata. Progetti pionieristici come l'orbitazione a stadio singolo, il veicolo da lancio riutilizzabile, il Kankoh-maru a decollo e atterraggio verticale vennero sviluppati ma non approvati. Tuttavia, un progetto meno innovativo di veicolo spaziale con equipaggio verrà portato a termine entro il 2025, come parte del piano giapponese di inviare uomini sulla Luna. Alcuni però hanno sollevato dubbi riguardo a questo progetto e sospettano che sia in realtà una collaborazione al programma Constellation della NASA. Infine, l'Agenzia Spaziale Giapponese ha in piano di inviare un robot umanoide, come ASIMO, sulla Luna.
Il primo lancio orbitale giapponese venne effettuato da un istituto universitario e non da un'agenzia nazionale. La maggior parte dei primi satelliti giapponesi furono lanciati con il proposito dell'esplorazione scientifica, scopo che venne peraltro raggiunto. Poiché l'agenzia spaziale giapponese dovette recuperare rispetto all'università, diverse tecnologie spaziali americane, inclusi i satelliti geosincroni, meteorologici e per le comunicazioni vennero ben presto acquistate. A causa di ciò, i lanci a scopo commerciale portarono il Giappone ad una perdita economica. Si ebbe così una scarsa quantità di lancio, una minore esperienza spaziale e di conseguenza una minor percentuale di successi. La maggior parte dei lanci giapponesi, effettuati autonomamente, furono esperimenti tecnologici e lanci di satelliti scientifici, il cui scopo era di ottenere innovazioni su scala internazionale.

### India
L'interesse indiano per i viaggi spaziali cominciò nei primi anni sessanta, quando gli scienziati lanciarono un piccolo razzo sopra il Kerala. Sotto la guida di Vikram Sarabhai, il programma si focalizzò sull'uso pratico dello spazio per aumentare gli standard di vita in India. Satelliti di telerilevamento e per le comunicazioni furono così lanciati in orbita, anche se con razzi di altre nazioni. Nel 1980 l'India lanciò per la prima volta un satellite (Rohini) con un proprio razzo vettore e nel 1984 inviò nello spazio il suo primo astronauta, Rakesh Sharma, a bordo di una Sojuz. Nel 2003, pochi giorni dopo che la Cina ebbe affermato di voler inviare uomini nello spazio con propri veicoli, il Primo Ministro Atal Behari Vajpayee spinse pubblicamente gli scienziati indiani a pianificare una missione per portare un uomo sulla Luna. L'India quindi realizzò vettori spaziali più potenti, lanciò diversi satelliti, inviò la sonda Chandrayaan-1 verso la Luna nell'ottobre 2008 e realizzò con successo una tecnologia di rientro. L'Indian Space Research Organisation ha pianificato di portare a termine la seconda missione esplorativa verso la Luna, il Chandrayaan-2, per il 2013. Gli indiani si aspettano di poter inviare un uomo sulla Luna dopo il 2016, e nel frattempo stanno pianificando una missione verso Marte.
L'India ha ottenuto finora un'esperienza significativa nelle tecnologie spaziali e ha condotto con successo molti lanci commerciali. Nel 2008, vi erano dieci satelliti indiani in orbita simultaneamente. La prima sonda asiatica progettata per allunare venne completata lo stesso anno.

### Iran
L'Iran sviluppò il proprio veicolo da lancio satellitare, chiamato SLV Safir, partendo dal missile balistico a raggio intermedio Shahab. Il 2 febbraio 2009, la televisione statale iraniana comunicò che il primo satellite iraniano, l'Omid, venne lanciato con successo nell'orbita terrestre bassa, dallo Safir-2. Il lancio coincise con il 30º anniversario della rivoluzione iraniana. L'Iran sta lavorando alla realizzazione di altri satelliti e le università nazionali hanno un ruolo di primo piano nello sviluppo della scienza e dell'industria spaziale. Il Rasad-1, il primo nano-satellite ideato da un gruppo di studenti, venne lanciato con successo il 15 giugno 2011. L'Agenzia spaziale iraniana ha già cominciato a pianificare l'invio di un equipaggio nello spazio per il 2021; il programma è in fase di preparazione e si sta edificando di una base di lancio.

### Israele
Israele fu l'ottavo paese al mondo a costruire un proprio satellite e lanciarlo dal proprio territorio nazionale il 19 settembre 1988. Il satellite si chiamava Ofek-1 e venne portato in orbita da un veicolo di lancio Shavit, a tre stadi. Il lancio fu l'apice di un processo che ebbe inizio nel 1983, con la nascita dell'Agenzia spaziale israeliana, su pressione del Ministro della Scienza. La ricerca spaziale, con base universitaria, cominciò già negli anni sessanta, fornendo ben presto un pool di esperti in grado di portare Israele nello spazio. Da allora, le università locali, gli istituti di ricerca e le industrie private fecero molti progressi nelle tecnologie spaziali. Il ruolo dell'Agenzia è di dare supporto ai "progetti spaziali accademici e privati, coordinare i loro sforzi, dare il via e sviluppare progetti e collaborazioni internazionali, essere a capo di progetti che investono differenti parti operanti e diffondere nell'opinione pubblica l'importanza per lo sviluppo spaziale."

### Pakistan

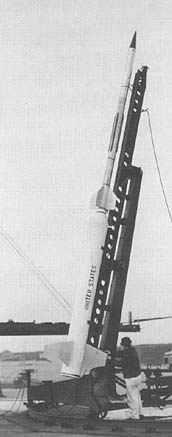
Il Rehbar-I

Il Pakistan dà vita alla propria agenzia spaziale, la Space and Upper Atmosphere Research Commission (SUPARCO) il 16 settembre 1961. Il 7 giugno 1962, sotto la guida del generale Władysław Józef Marian Turowicz, un razzo-sonda a due stadi, il Rehbar-I, venne lanciato dal Sonmiani Flight Test Center. Il Pakistan fu così il terzo paese asiatico e il decimo nel mondo ad effettuare un lancio simile. Il primo satellite pakistano, il Badr-1, venne lanciato in orbita nel 1990 con un razzo cinese. In seguito venne lanciato il satellite multifunzione PAKSAT-IR. Venne costruita infine la SUPARCO Satellite Ground Station, un osservatorio e centro di controllo per i satelliti di telerilevamento. Il Pakistan ha intenzione di sviluppare in futuro un proprio lanciatore spaziale, obiettivo che potrebbe conseguire partendo dai missili balistici militari Ghauri e Shaheen.

### Corea del Nord
La Corea del Nord possiede molti anni di esperienza con le tecnologie missilistiche, più del Pakistan e di altri paesi. Il 12 marzo 2009, la Corea del Nord firmò il trattato sullo spazio extra-atmosferico e la convenzione sul lancio nello spazio extra-atmosferico, dopo una precedente dichiarazione per notificare il lancio del Kwangmyongsong-2. Per due volte i coreani annunciarono di aver lanciato in orbita un satellite: il Kwangmyŏngsŏng-1, il 31 agosto 1998, e il Kwangmyŏngsŏng-2, il 5 aprile 2009. Nessuno dei due lanci venne confermato dal resto del mondo ma gli Stati Uniti e la Corea del Sud credono che questi siano stati dei test per missili balistici militari. L'agenzia spaziale nordcoreana è il Comitato Coreano di Tecnologia Spaziale, che opera nella Musudan-ri e il Centro Spaziale Tongch'ang-dong e che ha sviluppato il missili Baekdusan-1 e 2 e i satelliti del programma Kwangmyŏngsŏng. Nel 2009, la Corea del Nord annunciò diversi programmi spaziali futuri e lo sviluppo di un veicolo da lancio, con equipaggio, parzialmente riutilizzabile. Nel 2012 la Corea del Nord ha collocato in orbita il satellite Kwangmyŏngsŏng-3 Unità 2 con il proprio lanciatore Unha-3 e il lancio è stato confermato.

### Corea del Sud
La Corea del Sud gioca un ruolo abbastanza recente nella corsa allo spazio asiatica. Nell'agosto del 2006, la Corea del Sud lanciò il primo satellite militare di comunicazione, il Mungunghwa-5. Il satellite è posizionato in un'orbita geosincrona e sorveglia costantemente la Corea del Nord. Il governo sudcoreano spende centinaia di milioni di dollari nelle tecnologie spaziali; nel 2008, i sudcoreani costruirono il primo vettore spaziale, il Korea Space Launch Vehicle. Il governo della Corea del Sud giustificò il costo con i benefici commerciali a lungo termine e per l'orgoglio nazionale. La Corea del Sud ha sempre identificato il raggio d'azione dei missili nordcoreani come una seria minaccia alla propria sicurezza nazionale. Il primo loro passo nella corsa spaziale venne fatto nel 2008 quando Yi So-yeon divenne il primo sudcoreano ad andare nello spazio. I coreani hanno inoltre portato a termine la costruzione del Cosmodromo di Naro, per lanciare autonomamente satelliti con i loro razzi. Il primo lancio con il nuovo razzo vettore sudcoreano è avvenuto con successo nel 2013, dopo il fallimento di due lanci nel 2009 e nel 2010. Il programma della Corea del Sud è di poter difendere la sua penisola e contemporaneamente diminuire la dipendenza dagli Stati Uniti.

### Altre nazioni
L'Indonesia fu una delle prime nazioni asiatiche a rendere operativi i propri satelliti di comunicazione lanciati all'estero: il suo primo satellite, il Palapa A1, è stato lanciato nel 1976 con un razzo statunitense. Ora intende unirsi alle maggiori potenze asiatiche sviluppando un proprio veicolo di lancio, il Pengorbitan (RPS-420).
Anche la Malaysia e la Turchia hanno annunciato di avere un programma spaziale, nel 2006 e nel 2007. Hanno già inviato in orbita satelliti con razzi di altre nazioni e la Malaysia nel 2007 ha inviato nello spazio il suo primo astronauta, Sheikh Muszaphar Shukor. Nel futuro prossimo entrambe le nazioni intendono sviluppare i propri satelliti e lanciarli in orbita con propri razzi vettori, realizzando veicoli con equipaggio lungo la strada. Nel 2012 la Turchia ha annunciato che è in sviluppo un satellite militare, il satellite Göktürk che sarà lanciato in orbita nel 2013. Il satellite sarà in grado di catturare immagini della Terra dallo spazio con una risoluzione di più di due metri a pixel, rendendo la Turchia il secondo paese al mondo, dopo gli Stati Uniti, ad avere una tecnologia simile. Il Primo ministro turco Recep Tayyip Erdoğan, nella campagna elettorale del 2011 promise di inviare un equipaggio nello spazio prima del 29 ottobre 2023, centesimo anniversario della nascita della Repubblica di Turchia. Il primo astronauta turco, Alper Gezeravcı, è poi andato nello spazio tre mesi più tardi del previsto, nel gennaio 2024. 
Il Vietnam ha inviato nel 1980 il suo prima cosmonauta nello spazio (Phạm Tuân) a bordo di una Sojuz e nel 2008 ha lanciato il suo primo satellite, il Vinasat-1, con un razzo europeo.
L'Arabia Saudita nel 1985 ha lanciato il suo primo satellite, Arabsat-1A, con un razzo europeo; nello stesso anno, ha inviato nello spazio il suo primo astronauta, Sultan bin Salman Al Sa'ud, a bordo dello Space Shuttle.
La Thailandia, le Filippine e Taiwan hanno lanciato in orbita dei satelliti, anche se con razzi di altre nazioni, rispettivamente nel 1993, nel 1997 e nel 1999. Taiwan progetta di realizzare nel prossimo futuro un proprio lanciatore spaziale. 
Nel 2009, il Bangladesh annunciò il suo piano di lanciare il primo satellite in orbita entro due anni. Al prezzo di 150 milioni di dollari, questo satellite per le comunicazioni è parte di una più estesa pianificazione per sviluppare il settore nazionale delle telecomunicazioni. Il programma ha subito ritardi, ma il satellite (chiamato BRAC Onnesha) è stato finalmente lanciato nel 2017, con un razzo statunitense.
L'Iraq ha lanciato nel 2014 il suo primo satellite, il TigriSat, con un razzo ucraino.
Gli Emirati Arabi Uniti sono entrati tardi nel settore spaziale, ma hanno già conseguito buoni risultati. Il primo satellite emiratino, Thuraya 1 è stato lanciato nel 2000 con un razzo ucraino.  Nel 2019 è andato nello spazio il primo astronauta emiratino, Hazza Al Mansouri. Nel 2020 è stata lanciata l'Emirates Mars Mission, con un razzo giapponese: la missione aveva lo scopo di collocare una sonda emiratina in orbita marziana, obiettivo raggiunto nel febbraio 2021.
Nel primo ventennio del XXI secolo hanno lanciato satelliti anche altre nazioni asiatiche, fra cui il Kazakistan (nel 2006 con un razzo russo), l'Azerbaigian (nel 2013 con un razzo europeo), il Turkmenistan (nel 2015 con un razzo statunitense), il Laos (nel 2015 con un razzo cinese), la Mongolia (nel 2017 con un razzo statunitense) e la Giordania (nel 2018 con un razzo statunitense).

## Linea temporale delle principali potenze
| – Missioni autonome con equipaggio |  | – Missioni con equipaggio |  | – Missioni lunari o interplanetarie |  | – Altre missioni |

| Data              | Nazione                           | Nome                                                                  | Primato in Asia | Risultati internazionali |
| ----------------- | --------------------------------- | --------------------------------------------------------------------- | --- | --- |
| 4 ottobre 1957    | Unione Sovietica (ora Kazakistan) | Cosmodromo di Bajkonur                                                | Base di lancio satellitare | Il primo satellite artificiale, lo Sputnik 1, venne lanciata in orbita da qui.                                                                                     |
| 11 febbraio 1970  | Giappone                          | Satellite Osumi                                                       | Primo satellite | Il più piccolo veicolo da lancio satellitare (L-4S del peso di 9,4 t e del diametro di 1,4 m)                                                                      |
| 24 febbraio 1975  | Giappone                          | Taiyo                                                                 | Sonda solare | |
| 26 ottobre 1975   | Cina                              | FSW-0                                                                 | Satellite a rientro atmosferico | |
| 26 ottobre 1975   | Cina                              | FSW-0: – 10m (1975) FSW-1B: – 4m (1992) Beidou: – 0.5m (fino al 2007) | Satellite fotografico ad alta risoluzione | |
| 8 luglio 1976     | Indonesia                         | Palapa A1                                                             | Satellite geosincrono (lanciato dalla NASA)                                                                                                  | |
| 23 febbraio 1977  | Giappone                          | ETS-2                                                                 | Lancio geosincrono | |
| 21 febbraio 1979  | Giappone                          | Hakucho                                                               | Osservatorio spaziale | |
| 23 luglio 1980    | Vietnam                           | Phạm Tuân                                                             | Asiatici nello spazio (Sojuz 37) | |
| 20 settembre 1981 | Cina                              | FB-1                                                                  | Lancio satellitare simultaneo | |
| 8 gennaio 1985    | Giappone                          | Sakigake                                                              | Primo satellite a lasciare l'orbita terrestre                                                                                                | Il primo lancio interplanetario con un razzo a combustibile solido (Mu-3SII)                                                                                       |
| 17 giugno 1985    | Arabia Saudita                    | Sultan bin Salman Al-Saud                                             | Primo asiatico in una missione con lo Space Shuttle (STS-51-G)                                                                               | |
| 18 agosto 1985    | Giappone                          | Suisei                                                                | Prima sonda asiatica lanciata verso una cometa (Cometa di Halley)                                                                            | |
| 19 marzo 1990     | Giappone                          | Hagoromo                                                              | Si presume abbia raggiunto l'orbita lunare                                                                                                   | |
| 7 aprile 1990     | Cina                              | CZ-3                                                                  | Primo lancio commerciale (AsiaSat 1) | |
| 10 aprile 1993    | Giappone                          | Hiten                                                                 | Primo allunaggio asiatico | Il primo test con aerofrenaggio |
| 8 luglio 1994     | Giappone                          | Chiaki Mukai                                                          | Prima donna asiatico nello spazio (STS-65)                                                                                                   | |
| 19 novembre 1997  | Giappone                          | Takao Doi                                                             | Prima attività extraveicolare asiatica (STS-87)                                                                                              | |
| 28 novembre 1997  | Giappone                          | ETS-VII                                                               | Primo aggancio spaziale asiatico | |
| 3 luglio 1998     | Giappone                          | Nozomi                                                                | Prima missione verso Marte (fallita) | |
| 30 ottobre 2000   | Cina                              | Beidou                                                                | Primo sistema di navigazione satellitare | |
| 10 settembre 2002 | Giappone                          | Kodama                                                                | Primo satellite asiatico per il monitoraggio e il rilevamento dati (con il contributo dell'ESA)                                              | |
| 15 ottobre 2003   | Cina                              | Yang Liwei                                                            | Primi asiatici nello spazio autonomamente | |
| 15 ottobre 2003   | Cina                              | Shenzhou 5                                                            | Primo veicolo spaziale asiatico provvisto di equipaggio                                                                                      | |
| 19 novembre 2005  | Giappone                          | Hayabusa                                                              | Prima sonda per l'atterraggio su oggetti extraterrestri                                                                                      | Primo atterraggio mondiale su un asteroide |
| 11 gennaio 2007   | Cina                              | FY-1C                                                                 | Primo test missilistico anti-satellitare asiatico                                                                                            | Primato d'altitudine (865 km) e di velocità (30 000 km/h) |
| 23 febbraio 2008  | Giappone                          | WINDS                                                                 | Primo satellite asiatico per l'accesso ad internet                                                                                           | Il satellite che al mondo dà il più rapido accesso ad internet |
| 11 marzo 2008     | Giappone                          | Japanese Experiment Module                                            | Il più grande assemblaggio asiatico nello spazio con equipaggio (STS-123, STS-124, STS-127)                                                  | Primato mondiale per volume pressurizzato nello spazio |
| 25 aprile 2008    | Cina                              | Tianlian I                                                            | Primo satellite asiatico di monitoraggio e rilevamento dati realizzato e lanciato autonomamente Prima missione di questo tipo con equipaggio | |
| 27 settembre 2008 | Cina                              | Zhai Zhigang (Shenzhou 7)                                             | Prima attività extra-veicolare asiatica autonoma                                                                                             | |
| 27 settembre 2008 | Cina                              | BanXing                                                               | Primo lancio satellitare con un veicolo di lancio provvisto di equipaggio                                                                    | |
| 14 novembre 2008  | India                             | Moon Impact Probe                                                     | Prima sonda asiatica ad allunare | Rilevata la presenza di acqua prima di atterrare |
| 23 gennaio 2009   | Giappone                          | GOSAT                                                                 | Esplorazione dei gas serra | Esplorazione dei gas serra |
| 20 maggio 2010    | Giappone                          | Akatsuki                                                              | Primo orbiter asiatico verso Venere | |
| 21 maggio 2010    | Giappone                          | IKAROS                                                                | Primo modulo asiatico con una vela solare | Il primo modulo spaziale ad usare con successo la tecnologia della vela solare per viaggi interplanetari                                                           |
| 25 agosto 2011    | Cina                              | Chang'e 2                                                             | Prima sonda lunare con una missione ulteriore nello spazio profondo                                                                          | La prima sonda al mondo a raggiungere un punto di Lagrange tra Sole e Terra, partendo dall'orbita lunare                                                           |
| 29 settembre 2011 | Cina                              | Tiangong 1                                                            | Prima stazione spaziale asiatica | Prima stazione spaziale asiatica |
| 18 giugno 2012    | Cina                              | Shenzhou 9                                                            | Primo aggancio spaziale (alla Tiangong-1) con equipaggio e prima astronauta cinese donna                                                     | Primo aggancio spaziale (alla Tiangong-1) con equipaggio e prima astronauta cinese donna                                                                           |
| 13 dicembre 2012  | Cina                              | Chang'e 2                                                             | Prima sonda lunare con un'ulteriore missione verso l'asteroide 4179 Toutatis                                                                 | Primo oggetto a raggiungere un asteroide da un punto di Lagrange Più vicino sorvolo di un asteroide (3,2 km) Prima sonda ad esplorare sia la Luna che un asteroide |
| 5 novembre 2013   | India                             | Mars Orbiter Mission                                                  | Primo orbiter marziano indiano | |
| 14 dicembre 2013  | Cina                              | Chang'e 3                                                             | Prima sonda asiatica ad effettuare un allunaggio morbido e primo rover lunare asiatico                                                       | |
| 9 gennaio 2019    | Cina                              | Chang'e 4                                                             | Primo atterraggio sulla faccia nascosta della Luna                                                                                           | Prima sonda al mondo ad atterrare sulla faccia nascosta della Luna                                                                                                 |
| 23 luglio 2020    | Cina                              | Tianwen-1                                                             | Primo atterraggio morbido su Marte e primo rover marziano asiatico                                                                           | |
| 20 novembre 2020  | Cina                              | Chang'e 5                                                             | Prima missione di ritorno campioni dalla Luna                                                                                                | |

Altri risultati
- Il maggior numero di satelliti per il trasferimento di dati in un singolo lancio spaziale -  India (PSLV, 10 satelliti in un lancio unico)[49]
- Il primo paese asiatico a prendere parte ad una missione verso la Stazione spaziale internazionale -  Giappone
- Il budget maggiore impiegato per una missione spaziale -  Giappone
- Il numero maggiore di siti di lancio -  Cina (5 siti)

| Primo successo          | LEO                             | GTO / GEO                                                  | Note                                                    |
| ----------------------- | ------------------------------- | ---------------------------------------------------------- | ------------------------------------------------------- |
| 11 febbraio 1970        | L-4S (26 kg)                    |                                                            | Primo lancio nel 1966 (quattro fallimenti).             |
| 24 aprile 1970          | CZ-1 (0,3 t)                    | Primo lancio fallito nel 1969.                             |                                                         |
| 26 luglio 1975          | FB-1 (2,5 t)                    | Volo suborbitale nel 1972. CZ-2A (LEO 2 t) fallì nel 1974. |                                                         |
| 9 settembre 1975        | FB-1 (2,5 t)                    | N-I (GEO 0,13 t)                                           | LEO 1,2 t Primo lancio GTO il 23 febbraio 1977.         |
| 11 febbraio 1981        | FB-1 (2,5 t)                    | N-II (GTO 0,54 t)                                          | LEO 2 t Primo lancio GTO il 10 agosto                   |
| 8 aprile 1984           | CZ-3 (LEO 5 t / GTO 1,5 t)      | CZ-3 (LEO 5 t / GTO 1,5 t)                                 | Virtuale uso in GTO Primo lancio fallito il 29 gennaio. |
| 16 luglio 1990          | CZ-2E (LEO 9,2 t / GTO 3,5 t)   | CZ-2E (LEO 9,2 t / GTO 3,5 t)                              |                                                         |
| 4 febbraio 1994         | H-II (LEO 10 t / GTO 3,9 t)     | H-II (LEO 10 t / GTO 3,9 t)                                |                                                         |
| 20 agosto 1997          | CZ-3B (LEO 12 t / GTO 5,2 t)    | CZ-3B (LEO 12 t / GTO 5,2 t)                               | Virtuale uso in GTO Primo lancio fallito nel 1996.      |
| 18 dicembre 2006        | H-IIA204 (LEO 15 t / GTO 5,8 t) | H-IIA204 (LEO 15 t / GTO 5,8 t)                            |                                                         |
| 10 settembre 2009       | H-IIB (LEO 19 t / GTO 8 t)      | H-IIB (LEO 19 t / GTO 8 t)                                 |                                                         |
| Pianificato per il 2015 | CZ-5 (LEO 25 t / GTO 14 t)      | CZ-5 (LEO 25 t / GTO 14 t)                                 |                                                         |

## Confronto delle tecnologie chiave
Primi risultati (o piani futuri) di ciascun paese sono elencati cronologicamente, se non indicato altrimenti.
Programmi autonomi di viaggi con equipaggio in orbita terrestre bassa
- Cina - 2003 - Shenzhou 5
- Giappone - 2020[51] - l'HTV della JAXA con equipaggio; precedentemente il Fuji
- India - 2020 o successivamente - Veicolo orbitale ISRO[52]
- Iran - 2021 - Veicolo con equipaggio dell'ISA

Programma Space Shuttle
- Giappone - 1996[53] - Hyflex del programma HOPE-X
- India - ? - AVATAR RLV (approvato dall'ISRO)
- Cina - ? - Shenlong (Space shuttle cinese), Progetto 921-3

Orbita attorno alla Luna
- Giappone - 1990 - Hiten/Hagoromo; 2007 - SELENE
- Cina - 2007 - Chang'e 1; 2010 - Chang'e 2
- India - 2008 - Chandrayaan-1

Orbita attorno a Marte
- Giappone - 1998 - Nozomi (fallimento)
- Cina - 2011 - Yinghuo-1[54] (fallimento)
- India - 2013-2015 - Mars Orbiter Mission[27]

Allunaggi internazionali con impatti
- Giappone - 1993 - Hiten (schiantatasi a fine missione)
- India - 2008 - MIP (impatto con la Luna)
- Cina - 2009 - Chang'e 1 (schiantatasi a fine missione)

Programmi di allunaggi senza impatti violenti
- Cina - 2013 - Chang'e 3
- India - 2014 - Chandrayaan-2
- Giappone - 2023 - Smart Lander for Investigating Moon

Lanci multi-satellitari (per numero)
- India - 10 Satelliti (PSLV-CA C9, 2008)[49]
- Giappone - 8 Satelliti (H-IIA F15, 2009)[55]
- Cina - 3 Satelliti (1981)

Il veicolo da lancio satellitare più pesante per nazione (in attività, per capacità)
- Giappone - H-IIB - LEO 19 t / GTO 8 t (2009 - attivo)
- Cina - CZ-3B/E - LEO 12 t / GTO 5,5 t (1996 - attivo)
- India - GSLV - LEO 5 t / GTO 2,5 t[senza fonte] (2001 - attivo)
- Israele - Shavit - LEO 0,4 t (1988 - attivo)
- Iran - Safir-2B - LEO 50 kg (2008 - attivo)
- Corea del Sud - KSLV-1 - LEO 0,1 t (2009 - attivo)
- Corea del Nord - Taepodong-2 (Unha-2) - ?[senza fonte] (2006 – attivo)

Successione di lanci effettuati con successo (per numero)
- Cina - Lunga Marcia - 75 volte in 13 anni[senza fonte] (1996-2009)
- Giappone - Razzi N, H e Mu - 33 volte in 15 anni (1979-1994)
- India - ASLV, PSLV e GSLV - 12 volte in 12 anni (1994-2005)
- Israele - Shavit - 3 volte in 8 anni (1988-1995)
- Iran - Safir - 3 volte in 4 anni (2009-2012)

Capacità del Veicolo di Lancio (per GTO)
- Giappone - H-IIB - 8 000 kg
- Cina - Lunga Marcia 3B - 5 500 kg
- India - GSLV - 2 500 kg

Capacità del Veicolo di Lancio (per LEO)
- Giappone - H-IIB - 19 000 kg
- Cina - Lunga Marcia 3B - 12 000 kg
- India - GSLV - 5 000 kg
- Israele - Shavit - 800 kg
- Corea del Sud - Naro-1 - 100 kg
- Corea del Nord - Unha - 100 kg
- Iran - Safir - 50 kg

Motore a razzo criogenico
- Giappone - 2001 - LE-7A, Isp：440s, Spinta：1 074 kN.
- Cina - 1994 - YF-75,  Isp：437s, Spinta：78 kN; In sviluppo - YF-77,  Isp：425s, Spinta：699,5 kN[senza fonte]
- India - In sviluppo - CE-20,  Isp：443s, Spinta：200 kN.[senza fonte]

Razzo a propellente solido
- India - S-139, Tempo di combustione 100s, Isp：166s, Spinta：4 700 kN.
- Giappone - SRB-A, Tempo di combustione 100s, Isp：280s, Spinta：2 260 kN.
- Israele - Primo Stadio dello Shavit, Tempo di combustione 82s, Isp：280s, Spinta：1650,2 kN.

Contenitore del combustibile per il Veicolo di Lancio
- Giappone - H-IIB - 2 195 alloggiamenti in litio-alluminio
- Cina - Lunga Marcia - 2 219 alloggiamenti in alluminio[senza fonte]

Satelliti ottici (per risoluzione)
- Israele - 2010 - Ofeq 9 - Risoluzione：0,5 metri[56]
- Giappone - 2011 - Optical 4 - Risoluzione：0,6 metri[57]
- Corea del Sud - 2012 - KOMPSAT-3 - Risoluzione：0,7 metri[58]
- India - 2007 - Cartosat 2 - Risoluzione：0,8 metri[59]
- Cina - 2012 - ZY-3 - Risoluzione：2,1 metri[60]
- Iran - 2011 - Rasad 1 - Risoluzione：150 metri[61]

Satelliti radar (per risoluzione)
- Israele - 2008 - TechSAR 1[62] Risoluzione：1 metro[63]
- Giappone - 2003 - Radar 1[64] Risoluzione：3 metri[64]
- India - 2012 - RISAT 1[65] Risoluzione: 3 metri[66]
- Cina - 2012 - HJ-1C[67] Risoluzione：5 metri[68]

Tecnologia Satelliti per Comunicazioni
- India - 2005 - INSAT-4A[69][70] 3 460 kg, 24 transponder, dei pannelli solari producono un'energia di 5,9 kW.
- Cina - 2011 - NIGCOMSAT 1R[71] 5 150 kg, 28 transponder, dei pannelli solari producono un'energia di 10,5 kW.
- Giappone - 2011 - ST-2[72] 5 090 kg, 51 transporter[73]

Tracking and Data Relay Satellite
- Giappone - 2002 - Kodama[74]
- Cina - 2008 - TianLian 1A[75]

Prototipo di modulo abitativo per una stazione spaziale
- Cina - 2011 - Tiangong 1

Rendezvous spaziale
- Giappone - 1997 - ETS-VII[76]； 2009 - HTV agganciato alla Stazione spaziale internazionale (Collaborazione internazionale)
- Cina - 2011 - Shenzhou 8 agganciato al Tiangong 1

Veicolo da rifornimento
- Giappone - 2009 - HTV

Veicolo a vela solare
- Giappone - 2010 - IKAROS

Veicolo a propulsione ionica
- Giappone - 2003 - Hayabusa
- India - 2010 - GSAT-4[77] (lancio fallito)
- Cina - 2012 - Shijian 9[78]

Orbita di Venere
- Giappone - 2010 - Akatsuki (complicazioni nella missione)

Esploratore del punto di Lagrange Sole-Terra
- Cina - 2011 - Chang'e 2 (successo)

Esploratore di comete
- Giappone - 1986 - di passaggio - Cometa di Halley - Sakigake  e Suisei (successo)

Esploratore di asteroidi
- Giappone - 2003 - andata-ritorno - Hayabusa (successo)
- Cina - 2012 - di passaggio - Chang'e 2 (successo)

Programma di sviluppo EELV con CBC
- Giappone - 2018-2022 - H3[79]

| Nazione  | Lanci multisatellitari        | Lancio di satelliti stranieri    | Lanci geostazionari                   | Rientro atmosferico | Rendezvous spaziale in orbita | Sistema di navigazione | Rilevamento dei dati | Missioni verso Marte                       | Missioni verso il Sole                          | Osservatori spaziali                      |
| -------- | ----------------------------- | -------------------------------- | ------------------------------------- | ------------------- | ----------------------------- | ---------------------- | -------------------- | ------------------------------------------ | ----------------------------------------------- | ----------------------------------------- |
| Cina     | 1981 (FB-1) 3 Satelliti       | 1990 CZ-2E satellite scientifico | 1984 Dong Fang Hong 02 (tramite CZ-3) | 1975 FSW-0          | 2011 Tiangong 1               | 2000 Beidou            | 2008 Tianlian I      | 2011 Yinghuo-1 (orbitante) (fallimento)    | 20xx ? (pianificato) Telescopio spaziale solare | 2015 Telescopio a modulazione dei raggi X |
| India    | 1999 (PSLV-CA C2) 3 Satelliti | 1999 PSLV KitSat 3 DLR-Tubsat    | 2001 GSAT (by GSLV)                   | 2007 SRE-1          | pianificato                   | 2013 IRNSS             | 2002 KALPANA-1       | 2013-2015 Mars Orbiter Mission (orbitante) | 2015/16 (pianificato) Aditya                    | 2013 (pianificato) Astrosat               |
| Giappone | 1986 (H-I-H15F) 3 Satelliti   | 2002 H-IIA FedSat                | 1977 ETS-II (razzo N-I)               | 1994 OREX           | 1997 ETS-VII                  | 2010 QZSS              | 2002 Kodama          | 1998 Nozomi (orbitante) (Fallimento)       | 1975 Taiyo                                      | 1979 Hakucho                              |

? : la data è solo presunta

Solo i progetti in sviluppo sono stati elencati

## Frequenza di lanci orbitali
|                | 2001 | 2002 | 2003 | 2004 | 2005 | 2006 | 2007 | 2008 | 2009 | 2010 | 2011 | 2012 |
| -------------- | ---- | ---- | ---- | ---- | ---- | ---- | ---- | ---- | ---- | ---- | ---- | ---- |
| Cina           | 1    | 5    | 7    | 8    | 5    | 6    | 9    | 11   | 6    | 15   | 19   | 19   |
| Giappone       | 1    | 3    | 3    | -    | 2    | 6    | 2    | 1    | 3    | 2    | 3    | 2    |
| India          | 2    | 1    | 2    | 1    | 1    | 1    | 3    | 3    | 2    | 3    | 3    | 2    |
| Iran           | -    | -    | -    | -    | -    | -    | -    | 1    | 1    | -    | 1    | 3    |
| Corea del Nord | -    | -    | -    | -    | -    | -    | -    | -    | 1    | -    | -    | 2    |
| Israele        | -    | 1    | -    | 1    | -    | -    | 1    | -    | -    | 1    | -    | -    |
| Corea del Sud  | -    | -    | -    | -    | -    | -    | -    | -    | 1    | 1    | -    | -    |
| Totale         | 4    | 10   | 12   | 10   | 8    | 13   | 15   | 16   | 14   | 22   | 26   | 28   |

## Esplorazione del sistema solare
L'esplorazione del sistema solare e i voli spaziali con equipaggio rappresentano un simbolo di avanzate tecnologie spaziali per il dominio pubblico. Con il Sakigake, la prima sonda interplanetaria asiatica, lanciata nel 1985, il Giappone completò la maggior esplorazione planetaria, record che presto altre nazioni raggiungeranno.

### Corsa alla Luna
Si ritiene che la Luna sia ricca di Elio-3 che un giorno potrebbe essere usato negli impianti per la fusione nucleare, i quali sarebbero in grado di compensare la futura richiesta di energia asiatica. Tutte e tre le principali potenze asiatiche pianificano di inviare uomini e sonde sulla Luna.

#### Sonde sulla Luna
Il Giappone è stato il primo paese asiatico a lanciare una sonda lunare. Il velivolo spaziale Hiten (in italiano angelo volante), costruito nell'Istituto delle Scienze Spaziali e Astronautiche del Giappone, venne lanciato il 24 gennaio 1990. Per diverse cause, la missione non proseguì come pianificato. SELENE, il secondo velivolo giapponese per l'orbita lunare, venne lanciato il 14 settembre 2007.
La Cina lanciò la sua prima sonda lunare, la Chang'e 1, il 24 ottobre 2007 che giunse in orbita lunare il 5 novembre 2007.
L'India lanciò la sua, la Chandrayaan-1, il 22 ottobre 2008 e anch'essa entrò in orbita il 2 novembre 2008. La missione non andò però come previsto e il segnale del satellite fu perso a metà strada. Tuttavia, la sonda portò a termine il 95% degli obiettivi prefissati, rendendo la missione quasi un successo. La sonda trovò tracce di acqua sulla superficie lunare.

#### Allunaggio
Il primo allunaggio asiatico confermato avvenne durante la missione Hiten, nel 1993. Un brusco allunaggio intenzionale permise di scattare delle foto della superficie lunare prima dell'impatto.
Hiten non era stata progettata per allunare e perciò possedeva pochi strumenti scientifici per esplorare la superficie. Il successivo programma di allunaggio giapponese, il LUNAR-A, venne sviluppato nel 1992. Anche se LUNAR-A venne poi cancellato, i suoi impattatori furono integrati nel programma russo Luna-Glob, prevedendo ancora un duro allunaggio.
La prima sonda asiatica ad essere parte di un programma di atterraggio sulla Luna fu l'indiana Moon Impact Probe (MIP), rilasciata dal Chandrayaan-1 nel 2008.
Il MIP è un impattatore progettato per muovere il suolo sottostante per scopi di ricerca. I suoi strumenti permettono l'osservazione lunare nei 25 minuti precedenti l'impatto. I test d'allunaggio permetteranno un futuro allunaggio morbido per Chandrayaan-2, pianificata per il 2016.
La cinese Chang'e 1 prevedeva un allunaggio duro alla fine della sua missione, nel 2009, quando la Cina fu la sesta nazione a raggiungere la superficie lunare. Un obiettivo del lander era proprio effettuare un test per permettere un futuro allunaggio morbido, previsto con la Chang'e 3, che è atterrata con successo nel dicembre 2013. Questa missione è stata seguita nel 2019 dalla Chang'e 4 (atterrata per la prima volta sulla faccia nascosta della Luna) e dalla Chang'e 5, che nel dicembre 2020 ha riportato sulla Terra campioni di suolo lunare.

#### Asiatici sulla Luna
Nei quattro decenni dopo che Neil Armstrong divenne il primo uomo a camminare sulla Luna, le maggiori potenze asiatiche ambirono di inviare il primo asiatico sul nostro satellite. Cina Giappone ed India, che han già inviato delle sonde, hanno tutti e tre piani per inviare un equipaggio sulla Luna dopo il 2020.

### Esplorazione dei principali pianeti
Le sonde interplanetarie giapponesi si sono limitate ad osservare corpi minori come comete ed asteroidi. La sonda Nozomi venne lanciata nel 1998 ma il contatto fu perso per un guasto elettrico prima di raggiungere Marte. La seconda sonda giapponese, la Akatsuki, venne lanciata nel 2010 verso Venere ma l'entrata in orbita attorno al pianeta fallì: tuttavia un secondo tentativo, effettuato cinque anni più tardi, ha avuto successo.
La sonda indiana Mars Orbiter Mission, lanciata verso Marte nel 2013, è entrata regolarmente in orbita attorno al pianeta. 
La sonda cinese Tianwen-1 lanciata verso Marte è atterrata con successo nel 2021. Il programma di esplorazione con equipaggio umano su Marte è stato programmato dall'Accademia delle scienze cinese circa per il 2050.
La prima sonda planetaria studentesca fu progettata in Asia (esattamente in Giappone). Insieme alla sonda PLANET-C fu lanciato verso Venere il velivolo spaziale UNITEC-1. Sfortunatamente, l'UNITEC-1 perse il contatto dopo il lancio e fallì l'obiettivo.

## Agenzie spaziali asiatiche
- Arabia Saudita - Saudi Space Commission
- Bangladesh - Space Research and Remote Sensing Organization
- Cina - Agenzia spaziale cinese
- Corea del Nord - National Aerospace Development Administration
- Corea del Sud - Istituto coreano di ricerca aerospaziale
- Emirati Arabi Uniti - Agenzia spaziale degli Emirati Arabi Uniti
- Filippine - Amministrazione dei servizi atmosferici, geofisici ed astronomici delle Filippine
- Giappone - Agenzia spaziale giapponese
- India - Indian Space Research Organisation
- Indonesia - Istituto Nazionale di Aeronautica e Spazio
- Iran - Iranian Space Agency
- Israele - Agenzia spaziale israeliana
- Malaysia - Agenzia spaziale nazionale malese
- Pakistan - Agenzia Pakistana per la ricerca nello spazio e nell'atmosfera superiore
- Taiwan - National Space Organization
- Thailandia - Geo-Informatics and Space Technology Development Agency
- Turchia - Agenzia Spaziale Turca
- Vietnam - Vietnam Academy of Science and Technology